# Avio
Avio är en ort och kommun i provinsen Trento i regionen Trentino-Sydtyrolen i Italien. Kommunen hade 4 082 invånare (2018).